# Sestry na Bahamách
Sestry na Bahamách (v anglickém originále Holiday in the Sun) je americký romantický rodinný film z roku 2001. Režie se ujal Steve Purcell a scénáře Brent Goldberg a David Wagner. Hlavní role hrají Mary-Kate a Ashley Olsenovy. 

## Děj
Madison a Alex Stewartovy jsou dvojčata z Illinois, které se svými rodiči vydávají o zimních prázdninách na Bahamy. Nejdříve jsou naštvané, že nemohly se svými přáteli jet na Havaj, ale nakonec si pobyt začnou užívat díky nově získané volnosti v podobě vlastního apartmánu a díky skvělým plážím Karibiku.

## Obsazení
- Mary-Kate Olsen jako Madison Brittany Stewart
- Ashley Olsen jako Alexandra Anneliese "Alex" Stewart
- Austin Nichols jako Griffen Grayson
- Ben Easter jako Jordan Landers
- Billy Aaron Brown jako Scott
- Megan Fox jako Brianna Wallace
- Ashley Hughes jako Keegan
- Markus Flanagan jako Harrison
- Jamie Rose jako Judy
- Jeff Altman jako Chad
- Wendy Schaal jako Jill
- Ashley Kelly jako Trish
- Sterling Rice jako Carmen
- Anaïs Lameche (samu sebe)
- Faye Hamlin (samu sebe)
- Anna Sundstrand (samu sebe)
- Rosie Munter (samu sebe)